# Naturkunskap
Naturkunskap är ett kärnämne i den svenska gymnasieskolan. Naturkunskap är även ett orienteringsämne. Ämnet handlar om djur och natur, samt miljöförstöring. Ämnet är tvärvetenskapligt till sin karaktär med grund i biologi, fysik, geovetenskap och kemi.

## Kurser i ämnet
I 2011 års läroplan för gymnasieskolan finns fyra kurser i ämnet:
- Naturkunskap 1a1 (50 poäng)
- Naturkunskap 1a2 (50 poäng)
- Naturkunskap 1b (100 poäng)
- Naturkunskap 2 (100 poäng)

I läroplanen dessförinnan finns två kurser i ämnet:
- Naturkunskap A (50 poäng)
- Naturkunskap B (100 poäng)